# Авија BH-6
Авија BH-6 (чеш. Avia BH-6) је ловачки авион направљен у Чехословачкој. Авион је први пут полетео 1923. године.

Највећа брзина у хоризонталном лету је износила 220 km/h. Размах крила је био 9,98 метара а дужина 6,47 метара. Маса празног авиона је износила 878 килограма а нормална полетна маса 1180 килограма. Био је наоружан са два предња митраљеза калибра 7,7 милиметара типа Викерс.

## Пројектовање и развој
Прве године постојања фабрике Авиа везују се за серију нискокрилних моноплана, чији је концепт био веома напредан за своје време. Међутим, управљање овим авионима било је захтевније од двокрилаца, а чехословачко ратно ваздухопловство, после лоших искустава са BH-3, није било заинтересовано за увођење више моноплана у употребу. Конструктори П.Бенеш и M.Хајн су тако морали да се врате конструисању класичних двокрилаца, доказаних праксом и теоријски савладаних.
Први двокрилац који је произвела фабрика Авиа био је тип BH-6. Авион је први пут полетео 12. маја 1923.

## Технички опис
Према изворима
Труп је дрвене конструкције обложен шперплочом а делом и платном, правоугаоног попречног пресека са благо заобљеном горњом страницом трупа и заштитником за главу пилота. Предња страна кљуна, поклопац и облога мотора су били од алуминијумског лима. На том делу се налазио пилон за кога је било причвршћено горње крило. Овај пилон се налазио испред пилота и донекле му је ометао поглед напред. Конструкција трупа је била класична дрвена просторна решетка чија су поља укрућена жичаним дијагоналама. У трупу се налазио један отворени кокпит за пилота који је био заштићен ветробранским стаклом.
Погонска група се сасојала од 8-мо цилиндарског, V-линијског, течношћу хлађеног, мотора  Hispano Suiza 8Ba снаге 162 kW (220 KS), и двокраке дврене вучне елисе фиксног корака.
Авион Авија BH-6 је двокрилац дрвене конструкције. Горње крило му је једноделно правоугаоног облика са полукружним завршетком и мале дебљине. Конструкција крила је дрвена са две рамењаче и  пресвучена су импрегнираним платном. Горње крило је мање од доњег и причвршћено је за пилон који се налази на кљуну трупа. Горње крило је било померено ка кљуну авиона у односу на доње. Доње крило је исте конструкције као и горње и има позитиван диедар. Крила су међусобно повезана упорницама са сваке стране по једна од метала аеродинамички обликованих и жичаним затезачима унакрсно постављених. Елерони се налазе само на доњим крилима. Конструкција им је дрвена, облога је од платна. Управљање елеронима је помоћу сајли за управљање.
Авион има два хоризонтална стабилизатора на које су прикачена кормила дубине. Авион нема вертикални стабилизатор а његову функцију обавља кормило правца. Сви елементи репа авиона имају дрвену конструкцију и облогу од импрегнираног платна.
Стајни трап авиона је фиксан направљен од танкозидих заварених челичних цеви са фиксном челичном осовином и два точка са гумама од тврде гуме. Амортизација точкова се врши помоћу гумених трака уграђених у вертикалне носаче предњег трапа. Испод репа авиона налази се дрвена еластична дрљача као трећа ослона тачка авиона.

## Наоружање
Авион Авија BH-6 је био наоружан са два синхронизована митраљеза Vickers калибра 7,7 мм постављена изнад мотора који су гађали кроз обртно поље елисе.
| Наоружање авиона: Авија        |             |
| Ватрено (стрељачко) наоружање  |             |
| Топ                            |             |
| Митраљез                       |             |
| Број и ознака митраљеза        | 2 х Vickers |
| Калибар                        | 7,7         |
| Бомбардерско наоружање (бомбе) |             |
| Ракетно наоружање (ракете)     |             |

## Верзије
Авион је произведен у једном примерку.

## Оперативно коришћење
Приликом једног висинског лета 16. маја, авион се запалила на 4.000 м. Пробни пилот Скубал је наглим спуштањем угасио пожар и слетео, али је и сам тешко изгорео и авион је после овог пожара отписан и више није обновљен. Био је то тежак ударац за Авију. Захваљујући финансијској помоћи МНО (Министарство народне одбране), ипак се опоравила и 9. септембра 1923. године полетео је мало модификовани авион Авиа BH-8, базиран на типу BH-6.

## Земље које су користиле авион
- Чехословачка